# Copa Rio de 1997
A Copa Rio de Profissionais de  1997 foi a 7ª edição da Copa Rio, competição organizada pela Federação de Futebol do Estado do Rio de Janeiro. O Duquecaxiense venceu o Rodoviário e se sagrou campeão do torneio. Em 1997 foi realizado somente o campeonato do interior.

## Grupo do Interior - Primeira fase
a. ^  O Cachoeirense desistiu da competição e todas as suas partidas foram canceladas.

## Fases Finais
Em itálico, os times que possuem o mando de campo no primeiro jogo do confronto e em negrito os times classificados.
|  | Semifinais           | Semifinais | Semifinais | Semifinais |   |               | Final | Final | Final | Final |
|  |                      |            |            |            |   |               |       |       |       |       |
|  | Americano [elim]     | -          | -          | -          |   |               |       |       |       |       |
|  | Duquecaxiense        | -          | -          | -          |   |               |       |       |       |       |
|  | Duquecaxiense        | -          | -          | -          |   | Duquecaxiense | 2     | 0     | 2     |       |
|  |                      |            |            |            |   | Duquecaxiense | 2     | 0     | 2     |       |
|  |                      | Rodoviário | 0          | 0          | 0 |               |       |       |       |       |
|  | Rodoviário           | Rodoviário | 0          | 0          | 0 | -             | -     | -     |       |       |
|  | Rodoviário           |            |            |            |   | -             | -     | -     |       |       |
|  | Volta Redonda [elim] | -          | -          | -          |   |               |       |       |       |       |

elim. ^  Americano e Volta Redonda desistiram da competição e foram eliminados nas semifinais.

## Premiação
| Copa Rio 1997                     |
| --------------------------------- |
| Duquecaxiense Campeão (1º título) |